# 2020年9月中国大陆

## 9月1日
- 中央外事工作委员会办公室主任杨洁篪访问缅甸，并与缅甸总统温敏、国务资政昂山素季、缅甸国防军总司令敏昂莱会面，并表示中国会优先共享疫苗技术给缅甸[1][2][3]。
- 作家贾平凹的两部长篇小说新作《暂坐》和《酱豆》由作家出版社正式出版[4]。

## 9月2日
- 10时15分，大熊猫“灵灵”因肝硬化导致的多器官功能衰竭去世，终年25岁[5]。

## 9月3日
- 中央外事工作委员会办公室主任杨洁篪到访西班牙，并与西班牙首相佩德羅·桑切斯、西班牙外交大臣阿兰查·冈萨雷斯在马德里进行会谈[6]。
- 台风“美莎克”过境吉林，带来大风降雨[7]。
- 纪念中国人民抗日战争暨世界反法西斯战争胜利75周年向抗战烈士敬献花篮仪式在中国人民抗日战争纪念馆举行[8]。

## 9月4日
- 中央外事工作委员会办公室主任杨洁篪访问希腊，并在雅典与希腊总统卡特琳娜·萨凯拉罗普卢、总理基里亞科斯·米佐塔基斯会谈[9][10]。
- 晚，西北民族大学官方微博发布“关于校内部分同学发生腹泻等不适症状情况的通报”称，截至9月4日18时，学校共计265名学生出现不适症状，已有214人恢复健康正常上课，其余同学症状轻微正在治疗。后经检查确定为诺如病毒感染性腹泻、肠胃性感冒、水土不服等叠加引发[11]。

## 9月5日
- 上午6时27分许，广东省珠海大桥东西方向一辆轻型货车失控坠桥落海[12]。
- 下午16时许，四川省南充市顺庆区富民街发生一起小型普通客车冲撞车辆和行人事件，致2人死亡，6人受伤[13]。
- 晚20时27分许，内蒙古自治区通辽市扎鲁特旗公安局的一名执勤人员被一辆超速行驶的越野车撞飞，以身殉职[14]。

## 9月6日
- 上午，曾爆发聚集性疫情的北京新发地市场全面复市[15]。
- 晚上21时07分，湖北省武汉汉秀剧场发生一起座椅挤压事故，致使2人死亡[16]。
- 晚上22时许，广东佛山市南海区黄岐岐南新村附近一男子砍碎警车挡风玻璃及车窗，致民警手部受伤，后持刀逼向民警并袭警，被警方开枪制服。当晚，该男子因救治无效死亡[17]。
- 青海省副省长、海西蒙古族藏族自治州委书记、柴达木循环经济试验区党工委书记文国栋涉嫌严重违纪违法，主动投案，目前正接受中央纪委国家监委纪律审查和监察调查[18]。

## 9月7日
- 13时57分，长征四号乙运载火箭携带高分十一号02星在太原卫星发射中心升空[19]。

## 9月8日
- 上午9时10分许，山西省襄汾县宏源焦化厂发生爆炸事故，致2人死亡[20]。
- 上午10时，全国抗击新冠肺炎疫情表彰大会在人民大会堂隆重举行[21]。

## 9月9日
- 凌晨2时10分左右，山西省长治市沁县新店镇栋村一民房发生爆炸，造成2人死亡，1人轻伤[22]。
- 大熊猫“雷雷”因癫痫发作抢救无效死亡，终年31岁（推定）[23]。

## 9月10日
- 8月24日至9月10日，河南省安阳市北关区安阳桥村临府庄16人中毒，这些人共同的病症为异常出血，当地医院诊断怀疑是鼠药中毒。经公安机关侦查，安阳桥村临府庄村民郭某有重大作案嫌疑[24]。
- 17时40分，广西壮族自治区百色市乐业县乐业大道左洞540米处的隧道施工现场洞顶突发坍塌，造成9名工人被困。截至9月17日仍无人员被救出[25]。

## 9月11日
- 上午9时许，广东珠海斗门白藤街道腾湖大酒店附近发生煤气爆炸事件，造成周边商铺及居民楼不同程度受损[26]。
- 下午17时许，湖南省衡阳县渣江镇老农贸市场附近发生一起故意伤害致死事件，一名76岁的老人在被连扇耳光后经抢救无效死亡[27]。

## 9月12日
- 13时2分，酒泉卫星发射中心快舟一号甲运载火箭发射“吉林一号”高分02C卫星时出现异常，任务失败[28]。
- 下午，南京师范大学仙林校区一学生在宿舍内倒地并失去意识，经医院抢救无效死亡[29]。
- 18时许，深圳地铁20号线一期机场北站与重庆路站间轨道工程发生一起龙门吊倒塌事故，致2人死亡，6人受伤[30]。

## 9月13日
- 凌晨1时19分，新疆阿克苏地区库车市（北纬41.32度，东经83.75度）发生4.9级地震，震源深度10千米[31]。
- 云南省德宏傣族景颇族自治州瑞丽市发生一起食物中毒事件，截至9月14日已致1人死亡，9人病情危重[32]。

## 9月14日
- 中国国家主席习近平在北京同欧盟轮值主席国德国总理默克尔、欧洲理事会主席米歇尔、欧盟委员会主席冯德莱恩共同举行会晤，会晤以视频方式举行。其中，中欧双方宣布签署《中欧地理标志协定》[33]。
- 20时50分许，抖音网红拉姆在家中被前夫用汽油焚烧，重度烧伤，病情危重[34]。

## 9月15日
- 8时16分，西藏自治区那曲市尼玛县（北纬33.13度，东经86.79度）发生3.7级地震，震源深度8千米[35]。
- 16时25分左右，河南省信阳市商城县境内发生货车侧翻事故，造成2人现场死亡，11人受伤（其中4人重伤）[36]。
- 北京古建筑研究院在天津大学揭牌成立[37]。

## 9月16日
- 15时03分，四川省宜宾市珙县（北纬28.40度，东经104.79度）发生3.6级地震，震源深度12千米[38]。

## 9月17日
- 14时11分，青海省玉树州曲麻莱县（北纬35.54度，东经94.44度）发生3.9级地震，震源深度9千米[39]。
- 受台风“红霞”影响，琼州海峡于15时起全线停航，所有客滚船回港避风[40]。

## 9月18日
- 一艘渔船在大连西南海域被撞沉没，船上10人失踪[41]。
- 15时许，重庆奥陶纪景区一工作人员乘坐景区4号速滑线拍摄宣传视频时发生意外，在施救过程中从高处坠落，经抢救无效死亡[42]。

## 9月19日
- 5时50分许，黑龙江哈尔滨道里区群力招商贝肯山小区三期27栋22楼一民宅疑发生燃气爆燃事故，室内一名男子不幸坠楼身亡[43]。

## 9月20日
- 第十二届海峡论坛在厦门举行，中共中央政治局常委、全国政协主席汪洋在大会上发表视频致辞[44]。
- 在CBA效力福建浔兴隊的篮球外援勞森因在網路社交媒體發佈與中國女性不雅照片并搭配侮辱字眼引起中国网民热议。已行使優先續約權的福建球團宣佈不簽約，CBA聯盟也把他列入外援黑名單徹底封殺[45]。
- 22时许，贵州省贵阳市南明区花果园松山南路发生醉酒驾车交通事故，致1人死亡，1人受伤。死者系2020年贵州第五批援鄂医疗队成员[46]。

## 9月21日
- 早间，渔船“闽惠渔01459”船在广东南澎列岛海域触礁，事故造成6人获救，4人失联，4人遇难[47]。
- 天津市地铁B1线滨海新区欣嘉园东站至欣嘉园站隧道贯通，系滨海新区贯通的首条地铁隧道[48]。
- 外交部正面回应近期的战机接近台湾事件，表示不存在所谓的“海峡中线”[49]。

## 9月22日
- 长三角G60科创走廊工匠联盟在浙江省杭州市正式成立[50]。
- 受洪水影响，黑龙江省松花江哈尔滨段所有船舶自即日起停航[51]。
- 山西省运城市新绛县阳王村发生一起刑事案件，致3人死亡，1人受伤。嫌疑人于23日落网[52]。
- 中午，江苏省苏州市相城区渭塘镇渭北村村道博士路发生一起故意伤人事件，致1人死亡，4人受伤[53]。
- 下午13时40分许，江苏省常州局前街小学一老师在科学课《热空气和冷空气》演示科学实验往蒸发皿加入酒精时，因操作不规范，导致挥发的酒精与空气形成混合气体，遇未完全冷却的蒸发皿产生闪燃，蹿出的火苗导致4名学生烧伤[54]。
- 晚上22时左右，广西壮族自治区百色市靖西市壬庄乡邦亮村一处桥梁桥发生坍塌，造成1人坠亡，2人被活埋[55]。

## 9月23日
- 国航CA4230航班在20时10分起飞后，一名旅客出现自杀行为，航班于21时29分备降长沙黄花国际机场，该旅客经紧急抢救送到长沙当地医院后死亡[56]。

## 9月24日
- 上午，生态环境部卫星环境应用中心长江生态监测基地、“健康长江泰州行动”指挥中心和在江苏泰兴同时揭牌[57][58]。
- 上午9时20分，海南省海口市美兰区海甸六西路12号海口威立雅水务有限公司内的高效湿式氧化污泥处理技术示范基地发生事故，造成3名施工人员死亡、2人轻伤[59]。
- 中午12时30分左右，山东省济南三合建园建筑材料有限公司发生蒸压釜爆炸事故，造成2人死亡，3人受伤[60]。
- 中央外事工作委员会办公室主任杨洁篪出席由中国人民对外友好协会、古巴驻华大使馆共同举办的庆祝中古建交60周年招待会，并会见古驻华大使佩雷拉[61]。

## 9月25日
- 华为公司松山湖园区团泊洼一处未启用建筑起火，截至下午16:50，现场火势已被扑灭[62]。后经消防救援人员全面搜索清理，发现起火建筑内有3名死者，经核实为园区物业管理公司员工[63]。
- 北京市十五届人大常委会第二十四次会议审议通过了《北京市突发公共卫生事件应急条例》[64]。

## 9月26日
- 11时40分许，四川阿坝藏族羌族自治州黑水与茂县交界处（黑水境内约200米）发生一起直升机坠毁事件，机上3人不幸遇难。该飞机为深圳金石航空公司所属的民用小型直升机[65]。
- 中国海洋石油集团有限公司設計建造的4座22万方液化天然气储罐在江苏盐城升顶。这是中華人民共和國最大单罐容积液化天然气储罐项目，也是中華人民共和國一次性建设规模最大的液化天然气国家储备基地[66]。

## 9月27日
- 13时29分，成都双流区发生一起交通肇事案，造成1死7伤[67]。
- 第七批在韩中国人民志愿军烈士遗骸由中国空军专机护送从韩国接回辽宁沈阳。机上共载有117位志愿军烈士的遗骸及相关遗物[68]。
- 安徽界首市任寨乡发生一起四人死亡的刑事案件，死者系一家四口[69]。
- 重庆市能源投资集团下属的渝新能源公司松藻煤矿井下2号大倾角运煤上山皮带着火，造成16人遇难、38人中毒受伤[70]。

## 9月28日
- 国家电力投资集团在上海市正式发布“国和一号”核电技术型号[71]。
- 中国（北京）自由贸易试验区高端产业片区正式挂牌[72]。
- 晚上10点，北京市新发地市场猪肉批发大厅重新开市[73]。

## 9月29日
- 尼日利亚中线铁路开通运营，尼日利亚总统布哈里通过视频参加开通仪式，该项目由中国土木尼日利亚公司承建。尼日利亚交通部部长阿米奇、信息文化部长穆哈默德、科技部长奥诺、埃多州州长奥巴基、三角洲州州长奥科瓦、劳工部国务部长肯亚莫、交通部常秘恩万乌奇、尼日利亚铁路公司总经理奥基里亚、众议院铁路委员会主席塔朱丁和副主席高利，国会议员、传统领袖、社区代表，中国土木尼日利亚公司执行董事、总经理姜义高等到场参加仪式[74]。
- 上海虹桥机场一架A330飞机在267桥位出港时，一名撤离的机务人员在机坪遭牵引车碾压身亡[75]。
- 下午，一艘运砂船在广东省阳江市海陵岛以南约20海里处翻扣，截至30日已有6人获救，10人失联[76]。
- 万吨级海事巡逻船“海巡09”轮在广州市文冲厂区出坞[77]。
- 大熊猫“淑琴”在卧龙神树坪基地生下一对双胞胎[78]。
- 中国完成首次大型无人机应急通信实战演练，以“翼龙-2”为平台搭建区域空间通信网，在无信号区域提供有效通信覆盖[79]。

## 9月30日
- 2时49分，云南省昭通市盐津县（北纬28.07度，东经104.17度）发生3.5级地震，震源深度13千米[80]。
- 晚，安徽省铜陵市政协副主席蒋叶贵与一名女性发生矛盾纠纷，并持刀将其砍伤。次日，蒋叶贵因涉嫌故意伤害罪被公安机关依法刑事拘留[81]。